# Трініль
7°22′27″ пд. ш. 111°21′28″ сх. д. / 7.3743° пд. ш. 111.3578° сх. д.
Трініль — палеоантропологічне місцезнаходження на березі річки Соло в окрузі Нгаві, провінція Східна Ява, Індонезія. Саме в цьому місці в 1891 році, голландський анатом Ежен Дюбуа виявив рештки перших ранніх гомінідів, знайдених за межами Європи — знаменитого яванського пітекантропа.
Оригінальні скам'янілості пітекантропа (Java Man) знайшли голландським анатомом Еженом Дюбуа на острові Ява. У вересні 1891 року в долині річки Соло неподалік села Трініль він знаходить викопний зуб, одночасно схожий і на людський, і на зуб людиноподібної мавпи. Знахідка залягала у шарах віком близько мільйона років. Ще два роки ретельних розкопок дозволили йому виявити черепну кришку і гомілкову кістку. Вимірювання та порівняння з аналогічними кістками людини та людиноподібних мавп переконали Дюбуа, що перед ним залишки проміжного виду, у будові якого перемішалися риси, характерні для антропоїда та людини. Дюбуа називає цю істоту Pithecanthropus erectus (мавполюдина  прямоходяча), взявши запропоновану ще Ернстом Геккелем родову назву. У Тринілі також було знайдено почорнілі кістки тварин і поклади деревного вугілля серед скам'янілостей, що свідчить про освоєння вогню давніми людьми.
Результати аналізу раковин молюсків, викинутих у купи, показали, що мінімальний вік, коли люди з'їли молюсків, становить 540—430 тис. років тому. 